# Cyrestis orchomenus
Cyrestis orchomenus är en fjärilsart som beskrevs av Hans Fruhstorfer 1913. Cyrestis orchomenus ingår i släktet Cyrestis och familjen praktfjärilar. Inga underarter finns listade i Catalogue of Life.